# August Richardsen
August Richardsen (* 29. November 1873 in Kleiseerkoog, Kreis Tondern, Schleswig-Holstein; † 24. März 1957 in Hamburg-Bahrenfeld) war ein deutscher Agrarwissenschaftler.

## Leben
August Richardsen, Sohn eines Marschbauern, absolvierte nach abgelegter Reifeprüfung eine landwirtschaftliche Ausbildung. Nach einer mehrjährigen praktischen Tätigkeit auf diesem Gebiet wandte er sich dem Studium der Agrarwissenschaften an den Universitäten Jena und Leipzig, der Landw. Hochschule Berlin und schließlich der Landw. Akademie Bonn-Poppelsdorf zu, wo er das Examen als Diplomlandwirt ablegte. 1902 promovierte er an der Universität Jena zum Dr. phil. Nach der Prüfung als Tierzuchtbeamter sowie als Landwirtschaftslehrer wurde er in der Tierzuchtabteilung der Landwirtschaftskammer für die Provinz Sachsen in Halle (Saale) und als Leiter der Ackerbauschule in Norden tätig. Am 28. Februar 1910 habilitierte er sich in Poppelsdorf für das Fach Landwirtschaft und wurde am 30. April 1910 durch die Universität Jena zum außerordentlichen Professor ernannt. Schon vier Monate später folgte er dem Ruf nach Poppelsdorf, nahm das Angebot als ordentlicher Professor für Landwirtschaft an und wurde Leiter des Instituts für Tierzucht und Molkereiwesen. Diese Stellung behielt er bis zu seiner krankheitsbedingten Emeritierung im Jahre 1929. Er war anschließend immer noch fachwissenschaftlich-literarisch tätig und verstarb 1957 im Alter von 83 Jahren in Hamburg-Bahrenfeld.
August Richardsen, Autor zahlreicher Zeitschriftenaufsätze, wurde als Ausländisches Mitglied in die Königlich Schwedische Akademie für Forst- und Landwirtschaft in Stockholm aufgenommen. Er war Mitglied des Corps Agraria Bonn.

## Schriften
- Die Marsch- und Halligwirtschaft Nordfrieslands und der gegenwärtige Stand der Seebauten im nordfriesischen Wattenmeer, Dissertation, Jena, 1902
- Die schwedische Rinderzucht, P. Parey, Berlin, 1910
- Wägeliste und Weidebuch, Hannover, 1910
- Zehn Jahre Sortenversuche in der akademischen Gutswirtschaft Dikopshof, P. Parey, Berlin, 1915
- Fütterungsversuche in der akademischen Gutswirtschaft Dikopshof, P. Parey, Berlin, 1916
- Die kombinierten Wettbewerbe in der Rinderzucht und ihr weiterer Ausbau, P. Parey, Berlin, 1928
- Borstenvieh mit wenig Speck, Neumann, Neudamm, 1931